# Ніїхау
Ніїхау (англ. Niihau) — сьомий за розміром острів архіпелагу Гавайські острови, розташований за 29 км на захід від Кауаї.

## Географія
Острів має площу приблизно 179,9 км², ширину — 10 км, довжину — 30 км. Висота над рівнем моря — 381 м.
Із 1864 року острів належить родині Робінсон. Ніїхау часто називають «Забороненим островом», тому що відвідини острова дозволені лише членам родини Робінсон і мешканцям острова, а також державним службовцям і персоналу Військово-морських сил США.

## Населення
Зміна чисельності населення острова:
| Роки            | 2000 | 2009 | 2010 |
| --------------- | ---- | ---- | ---- |
| Населення, осіб | 160  | 130  | 170  |

## Клімат
| Клімат Пуʻуваї                 | Клімат Пуʻуваї | Клімат Пуʻуваї | Клімат Пуʻуваї | Клімат Пуʻуваї | Клімат Пуʻуваї | Клімат Пуʻуваї | Клімат Пуʻуваї | Клімат Пуʻуваї | Клімат Пуʻуваї | Клімат Пуʻуваї | Клімат Пуʻуваї | Клімат Пуʻуваї | Клімат Пуʻуваї |
| Показник                       | Січ.           | Лют.           | Бер.           | Квіт.          | Трав.          | Черв.          | Лип.           | Серп.          | Вер.           | Жовт.          | Лист.          | Груд.          | Рік            |
| Середній максимум, °C          | 26             | 26             | 27             | 28             | 28             | 29             | 30             | 31             | 31             | 30             | 28             | 27             | 28             |
| Середня температура, °C        | 22             | 22             | 22,5           | 23,5           | 23,5           | 25             | 25,5           | 26,5           | 26,5           | 25,5           | 24             | 23             | 24             |
| Середній мінімум, °C           | 18             | 18             | 18             | 19             | 19             | 21             | 21             | 22             | 22             | 21             | 20             | 19             | 20             |
| Норма опадів, мм               | 75             | 38             | 39             | 19             | 16             | 8.4            | 13             | 16             | 21             | 60             | 70             | 71             | 445            |
| ------------------------------ | -------------- | -------------- | -------------- | -------------- | -------------- | -------------- | -------------- | -------------- | -------------- | -------------- | -------------- | -------------- | -------------- |
| Джерело: «The Weather Channel» |                |                |                |                |                |                |                |                |                |                |                |                |                |

## Галерея

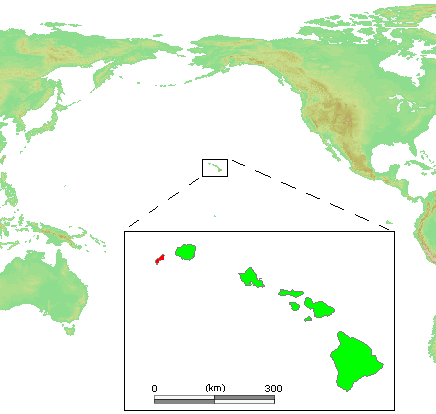
Розташування острова
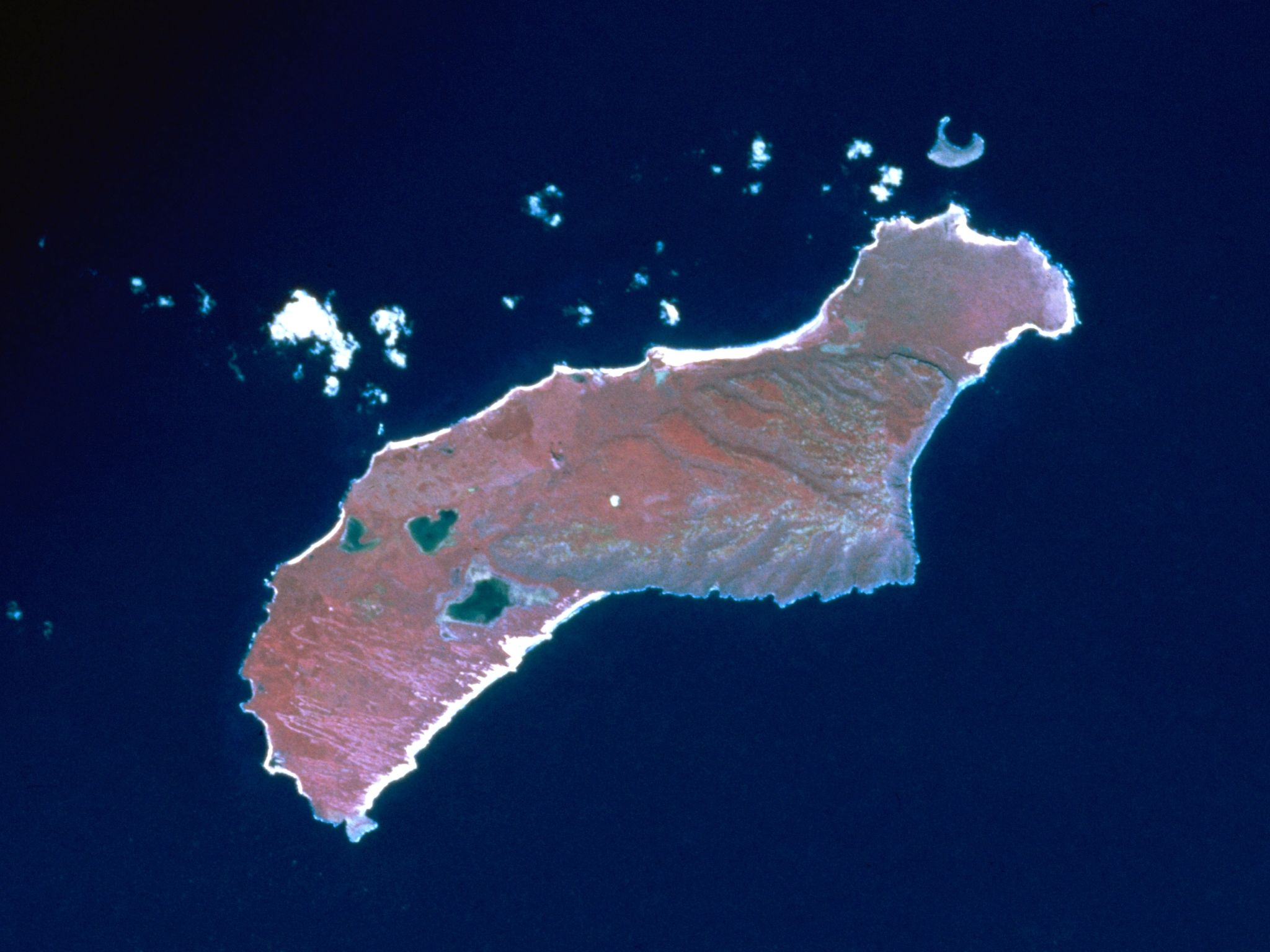
Острів Ніїхау. Знімок із супутника.
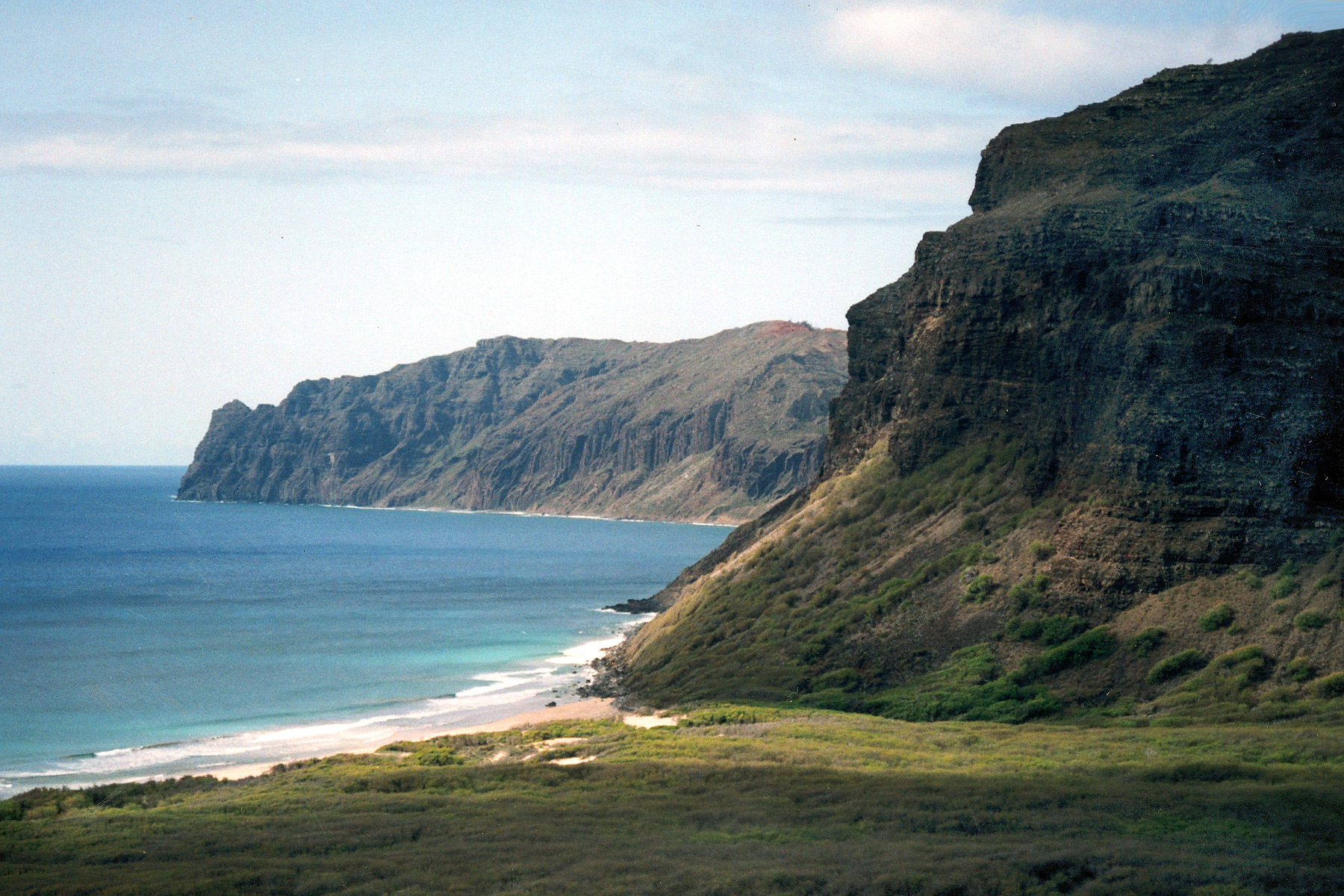
Північно-східні скелі острова